# Сныть обыкновенная
Сныть обыкнове́нная (лат. Aegopódium podagrária) — многолетнее травянистое растение; вид рода сныть семейства зонтичные (Apiaceae).

## Название
Русское родовое название происходит, вероятно, от праславянского «снетъ» – зонтичное растение. Есть и ещё одна версия, согласно которой это название восходит к слову «снедь», еда (сныть обыкновенная  — прежде широко употреблявшееся пищевое растение).
Латинское научное название рода лат. Aegopódium происходит от латинизированных др.-греч. aig, aix — коза и pous (родительный падеж podos) — нога; возможно, по форме листочков.
Видовой эпитет podagraria (подагрический) образован от др.-греч. podagra — подагра, по лекарственному использованию.

## Ботаническое описание
Корневище горизонтальное, ползучее, тонкое (около  2 мм толщиной), с придаточными корнями.
Стебли обычно одиночные, прямые, полые, тонкобороздчатые, наверху несколько ветвистые, высотой 50–110 см.
Нижние листья в очертании треугольные или яйцевидные, дважды тройчатые, 10–20 см длиной и 10–25 см шириной, их листочки заострённые, продолговато-яйцевидные, по краю остропильчатые; стеблевые листья тройчатые, черешковые, с невздутыми, голыми влагалищами. Листья сверху почти голые, опушённые по жилкам с нижней стороны. Жилкование перистое.
Соцветие — сложный зонтик 7–9 см в поперечнике, без обёрток, с 20–30 шероховатыми лучами; зонтички (10–20 мм в диаметре) из 14–26 цветков, без обёрточек. Верхушечный зонтик плодущий, боковые — бесплодные. Зубцы чашечки не выражены. Лепестки белые, голые, в очертании широко обратнояйцевидные, на верхушке выемчатые, с долей отогнутой внутрь. Подстолбия конические. Тычинок пять, пестик один.
Плод — продолговатая сплюснутая коричневая двусемянка длиной 3–4 мм длиной и 3 мм шириной.
Цветёт с мая по июль, плодоносит с июня по август.
Число хромосом: 2n = 22, 38, 39, 40, 42, 44.

## Распространение
Произрастает в Европе, Малой Азии и в качестве адвентива в Норвегии, Великобритании, Северной Америке и Японии. В России распространена широко почти по всей европейской части от Карелии до Пермского края и Саратовской области, а также в южной полосе Сибири до Байкала, на Северном Кавказе, интродуцирована в Приморье.

## Экология
Растёт на богатых почвах в широколиственных, березовых, осиновых, смешанных и хвойных лесах, на их опушках, в черно- и сероольшаниках, ивняках; на вырубках, среди кустарников, на лесных и пойменных лугах, по берегам водоемов, нередко как сорное в садах и парках. Теневынослива. В сильно затенённых местах может сильно разрастаться, но не цвести.

## Значение и применение
Пищевое, витаминное, медоносное, лекарственное, кормовое растение.
Молодые листья сныти и солёные черешки пригодны для употребления в пищу в виде салата. Их протирают на пюре; зелень сныти отличается приятным запахом и используется в качестве приправы к разнообразным блюдам. Черешки листьев можно мариновать с уксусом, из них готовят икру и гарниры. Неразвернувшиеся листья и молодые листовые черешки употребляют вместо капусты для приготовления щей, борща и ботвиньи.
В надземной части сныти содержатся витамин C (0,044–0,1 %), каротин (до 0,008 %), белковые вещества (до 22 %), кальций, кобальт. В народной медицине спользуется как витаминосодержащее средство, для укрепления иммунитета.
Ценное медоносное растение, ценится наравне с таким высокопродуктивным медоносом, как иван-чай. В те годы, когда иван-чай не даёт достаточно нектара, его заменяет сныть. Пчёлы охотно посещают эти растения, особенно в первой половине дня. Нектаропродуктивность цветков сныти зависит от затенённости леса: при затенённости 0,3 нектаропродуктивность 100 цветков за день составляет 12,8 мг, при полноте 0,5–0,8 одного растения соответственно 134 и 62,9 мг сахара. Продуктивность мёда при сплошном произрастании до 200 кг/га. Мёд светлый, желтовато-зелёного цвета, хорошего вкуса и высокого качества.
В народной медицине и гомеопатии сныть применяют при лечении подагры и ревматизма.
Сныть имеет значение как кормовое растение. В её листьях содержится значительное количество белка и относительно немного клетчатки. В опытах на кроликах сныть обыкновенная показала высокую питательную ценность.. Из-за сильного запаха и своеобразного вкуса на пастбищах она поедается в незначительном количестве. В зависимости от периода вегетации и от обеспеченности другими кормами она поедается то плохо, то удовлетворительно, то хорошо. Отмечено поедание её крупным рогатым скотом, овцами, козами, лошадьми. Лучше всего её поедают козы, овцы. А в запаренном виде, в особенности в смеси с другими растениями, или в виде сечки сныть поедается свиньями.
Сныть хорошо отрастает после срезания, но на выпас реагирует негативно. Она пригодна для силосования.
|                                                           |  |  |  |
| Слева направо: срез побега, молодой побег, листья, цветки |  |  |  |

## Таксономия
Aegopodium podagraria L., 1753, Sp. Pl. 1: 265.
Вид Сныть обыкновенная относится к роду Сныть (Aegopodium) семейства Зонтичные (Apiaceae) порядка Зонтикоцветные  (Apiales) . Кладограмма в соответствии с Системой APG IV:
|  |                                      |  |                                   |                                   |                     |  | ещё 6 семейств | ещё 6 семейств |                    |  |  |  | еще 11 видов |
|  |                                      |  |                                   |                                   |                     |  | ещё 6 семейств | ещё 6 семейств |                    |  |  |  | еще 11 видов |
|  |                                      |  |                                   | порядок Зонтикоцветные            |                     |  |                |                | род Сныть          |  |  |  |              |
|  |                                      |  |                                   | порядок Зонтикоцветные            |                     |  |                |                | род Сныть          |  |  |  |              |
|  | отдел Цветковые, или Покрытосеменные |  |                                   |                                   | семейство Зонтичные |  |                |                | Сныть обыкновенная |  |  |  |              |
|  | отдел Цветковые, или Покрытосеменные |  |                                   |                                   | семейство Зонтичные |  |                |                |                    |  |  |  |              |
|  |                                      |  | ещё 63 порядка цветковых растений | ещё 63 порядка цветковых растений |                     |  |                | ещё 447 родов  | ещё 447 родов      |  |  |  |              |
|  |                                      |  |                                   | ещё 63 порядка цветковых растений |                     |  |                |                | ещё 447 родов      |  |  |  |              |

### Синонимы
- Aegopodium angelicifolium Salisb.
- Aegopodium podagraria subsp. nadeshdae Stepanov
- Aegopodium podagraria var. podagraria Stepanov
- Aegopodium podagraria var. variegatum Stepanov
- Aegopodium simplex Lavy
- Aegopodium ternatum Gilib.
- Aegopodium tribracteolatum Schmalh.
- Apium biternatum Stokes
- Apium podagraria (L.) Caruel
- Carum podagraria (L.) Roth
- Ligusticum podagraria Crantz
- Pimpinella angelicifolia Lam.
- Podagraria aegopodium Moench
- Podagraria erratica Bubani
- Selinum podagraria E.H.L.Krause
- Seseli aegopodium Scop.
- Sison podagraria Spreng.
- Sium podagraria Wigg.
- Sium vulgare Bernh.
- Tragoselinum angelica Lam.